# Alfonso Vitale
Alfonso Vitale (Angri, 5 gennaio 1937 – Salerno, 19 marzo 2018) è stato un compositore, teorico della musica e religioso italiano.
Fu un sacerdote liguorino e caposcuola di un filone compositivo che mira alla rivalutazione e alla sublimazione della musica di Alfonso Maria de' Liguori e dei Redentoristi.

## Biografia
Diplomato in Composizione e in Musica Corale e Direzione di Coro presso il Conservatorio di San Pietro a Majella, proseguì gli studi a Napoli conseguendo inoltre il Diploma del Corso di Pastorale presso la Pontificia Facoltà Teologica di San Luigi. Al ministero sacerdotale, nel quale si è distinto per la sua obbedienza e per la sua mitezza specialmente come confessore, ha abbinato un'intensa attività compositiva, i cui frutti sono stati destinati soprattutto all'esecuzione da parte del Coro Polifonico Alfonsiano e dell'Orchestra Alfaterna, fondati e diretti dal confratello Paolo Saturno. È stato, per oltre 30 anni, docente di Armonia e Contrappunto presso il Conservatorio Giuseppe Martucci di Salerno.
Ha composto musica modale, tonale, atonale, politonale e dodecafonica, esplorando molteplici forme vocali e strumentali, tra cui la cantata sacra, il singspiel, il melodramma, l'ode, la messa, la canzoncina devota, l'inno, il mottetto, il preludio, la fuga e la fantasia. Le sue composizioni cameristiche e sinfoniche sono state eseguite in oltre 1500 concerti su tutto il territorio italiano, videoregistrate e incise in numerosi lavori discografici, con orchestre e cori italiani e stranieri. Tra gli interpreti figurano artisti come il violinista Antonio Arciprete e il pianista Paolo Vergari.
L'uso delle melodie della tradizione alfonsiano-redentorista in qualità di temi e soggetti di fuga all'interno delle composizioni colte di Alfonso Vitale costituisce quella che il musicologo Paolo Saturno ha definito la «sublimazione della canzoncina liguoriana», con la quale sono state portate alle estreme conseguenze le possibilità espressive e contrappuntistiche di tale materiale.
In qualità di teorico della musica, ha creato uno schema per spiegare la nascita della tonalità a partire dalla sovrapposizione dei modi antichi e la generazione dell’accordo di undici suoni (accordo di XXIII). Ha contribuito inoltre ad approfondire il rapporto tra la musica e la matematica, mettendo a punto schemi numerici ad uso didattico per la composizione automatica di forme musicali come mottetti e canoni o per l’armonizzazione meccanica di un basso d’armonia.

## Composizioni (parziale)[8]

### Cantate sacre
- Copiosa apud Eum redemptio - Cantata della Passione per soli, coro e orchestra (1995)
- Spes nostra salve - Cantata Mariana per soli, coro e orchestra (1995)
- Cantata europea del Natale su temi liguoriani e popolari per soli, coro e orchestra (1995)
- O pane del cielo - Cantata Eucaristica per soli, coro e orchestra (1996)
- Gerardo Majella: notte di dolore, visioni e transito, gloria per soli coro e orchestra (2000)

### Messe
- Messa alfonsiana per coro e organo (1985)[13]

## Discografia (parziale)

### In qualità di compositore
- [Musicassetta] "Copiosa apud eum redemptio": Cantata della Passione secondo sant'Alfonso M. de Liguori per soli, coro e orchestra (1995)
- [Musicassetta] "Spes nostra, salve": Cantata mariana per soli, coro e orchestra (1996)
- [Musicassetta] "Tu scendi dalle stelle": Cantata natalizia per soli, coro e orchestra (1996)
- [Musicassetta] "O pane del cielo": Cantata sacra per soli, coro e orchestra (1997)
- [CD] "Copiosa apud eum redemptio": Cantata della Passione secondo sant'Alfonso M. de Liguori (2000)
- [CD] Tu scendi dalle stelle: cantata natalizia per soli, coro e orchestra (2001)
- [CD] "Spes nostra, salve": Cantata mariana per soli, coro e orchestra (2024)

### In qualità di arrangiatore
- [CD] Le canzoncine spirituali di S. Alfonso M. de Liguori (200?)
- [CD] Laude della tradizione missionaria redentorista (2014)
- [CD] Tu scendi dalle stelle: Natale con sant'Alfonso e i Redentoristi vol. 1 (2014)
- [CD] Tu scendi dalle stelle: Natale con sant'Alfonso e i Redentoristi vol. 2 (2015)
- [CD] alla Madonna del Perpetuo Soccorso: laude redentoriste dell’Italia meridionale (2016)
- [CD] Tu scendi dalle stelle: Natale con sant'Alfonso e i Redentoristi vol. 3 (2016)
- [CD] Odi alla Madonna del Perpetuo Soccorso vol. 2 (2017)
- [CD] Tu scendi dalle stelle: Natale con sant'Alfonso e i Redentoristi vol. 4 (2017)